# Aïn Legdah
Ain Legdah (franska: Ain Legdah (CR), Ain Legdah (Commune Rurale), arabiska: رأس الواد) är en kommun i Marocko.   Den ligger i provinsen Taounate och regionen Fès-Meknès, i den nordöstra delen av landet, 210 km öster om huvudstaden Rabat. Antalet invånare är 12 196.